# Kick-Ass (personaje)
Kick-Ass (nombre real David "Dave" Lizewski) es un personaje ficticio y el protagonista de la serie Kick-Ass, publicada por Marvel Comics en Pie de imprenta de la empresa Icon Comics. El personaje fue creado por el artista John Romita Jr. y escritor Mark Millar. Antes de la serie, Dave Lizewski es un estudiante de secundaria y lee cómics cuyos sueños le inspirará para convertirse en un superhéroe de la vida real, pasando por el nombre de "Kick-Ass", sin superpoderes o la formación de ningún tipo. Él es interpretado por Aaron Taylor-Johnson en las adaptaciones cinematográficas Kick-Ass y Kick-Ass 2.

## Cómics
Ha aparecido en los cómics de Kick-Ass, Hit-Girl, Kick-Ass 2, y Kick-Ass 3.
En Hit-Girl, está con Hit-Girl lucha contra el crimen. Ella también le llega a enseñarle a ser un niño normal, y llevarse bien con las niñas algo mayores que el.

### Películas
El personaje aparece en el 2010 la adaptación cinematográfica Kick-Ass, y el 2013 secuela de Kick-Ass 2.
Aaron Johnson, que interpreta el personaje, dice que Kick-Ass es un "chico sensible" que perdió a su madre y es un "don nadie" en la escuela, por lo que él crea su identidad de superhéroe, como este personaje completamente diferente. Johnson dijo que Dave es "un niño quien los tiene las agallas para salir y hacer algo diferente". En la preparación para el papel, Johnson recibió entrenamiento físico y el truco, e hizo un par de semanas de hacer coreografía de la lucha. También requiere de un profesor de dialecto para el acento americano para adaptarse al carácter.

## Habilidades
Después de que su primer intento fallido de superheroísmo termina en él siendo golpeado, asaltado y atropellado por un automóvil en movimiento, tiene varias placas de metal y tirantes implantados quirúrgicamente dentro de su cuerpo durante el curso de su hospitalización y recuperación. Esto, junto con el daño a los nervios que sufre durante el evento, le proporciona la capacidad de ser casi inmunes al dolor, le da una ventaja en la lucha. Sus únicas armas son sus palos que están envueltos en cinta aislante de color verde. En la sexta edición de Kick-Ass 2, que actualizó sus porras gemelas añadiendo alambre de púas alrededor de ellos. En la versión cinematográfica de Kick-Ass, se convierte en experto en armas de fuego de manipulación. Debido a no tener experiencias que luchan en su vida, él recibe entrenamiento de combate cuerpo a cuerpo con Hit-Girl.

## Familia

### Cómics
Al comienzo de la primera serie cómica, la madre de Dave, Alice Lizewski, murió de un aneurisma cerebral cuando Dave tenía 14 años, Dave vive con su padre, James Lizewski, después de que su madre murió. Dave y su padre tenían una estrecha relación todavía muy fuerte. Él es plenamente consciente de su secreto en Kick-Ass 2. Él es golpeado hasta la muerte y ahorcado por Chris Genovese (también conocido como The Motherfucker, anteriormente Red Mist), mientras que en la cárcel después de que él le dice a la policía que él era Kick-Ass.

### Películas
Al comienzo de la primera película, la madre de Dave, Alice Lizewski, murió de un aneurisma cerebral, al igual que en el cómic, cuando Dave estaba a punto de tener 15. El padre de David es golpeado hasta la muerte y ahorcado por Chris D'Amico en la cárcel.